# Буйон (коммуна)
Буйо́н (фр. Bouillon) — коммуна во Франции, находится в регионе Аквитания. Департамент — Атлантические Пиренеи. Входит в состав кантона Арти-э-Пеи-де-Субестр. Округ коммуны — По.
Код INSEE коммуны — 64143.

## География
Коммуна расположена приблизительно в 640 км к югу от Парижа, в 150 км южнее Бордо, в 24 км к северу от По.
На юго-западе коммуны протекает река Люи.

### Климат
Климат тёплый океанический. Зима мягкая, средняя температура января — от +5°С до +13°С, температуры ниже −10 °C бывают редко. Снег выпадает около 15 дней в году с ноября по апрель. Максимальная температура летом порядка 20-30 °C, выше 35 °C бывает очень редко. Количество осадков высокое, порядка 1100 мм в год. Характерна безветренная погода, сильные ветры очень редки.

## Население
Население коммуны на 2010 год составляло 147 человек.
| 1962 | 1968 | 1975 | 1982 | 1990 | 1999 | 2010 |
| ---- | ---- | ---- | ---- | ---- | ---- | ---- |
| 112  | 122  | 124  | 101  | 97   | 98   | 147  |

## Администрация
| Период | Период | Фамилия         | Партия | Примечания |
| ------ | ------ | --------------- | ------ | ---------- |
| 1995   | 2008   | Жан Даррибер    |        |            |
| 2008   | 2020   | Жерар Локардель |        |            |

## Экономика
В 2010 году среди 75 человек трудоспособного возраста (15—64 лет) 61 были экономически активными, 14 — неактивными (показатель активности — 81,3 %, в 1999 году — 78,2 %). Из 61 активных жителей работали 59 человек (29 мужчин и 30 женщин), безработных было 2 (2 мужчин и 0 женщин). Среди 14 неактивных 6 человек были учениками или студентами, 4 — пенсионерами, 4 были неактивными по другим причинам.

## Достопримечательности
- Церковь Св. Мартина (XVII век)[4]

## Фотогалерея

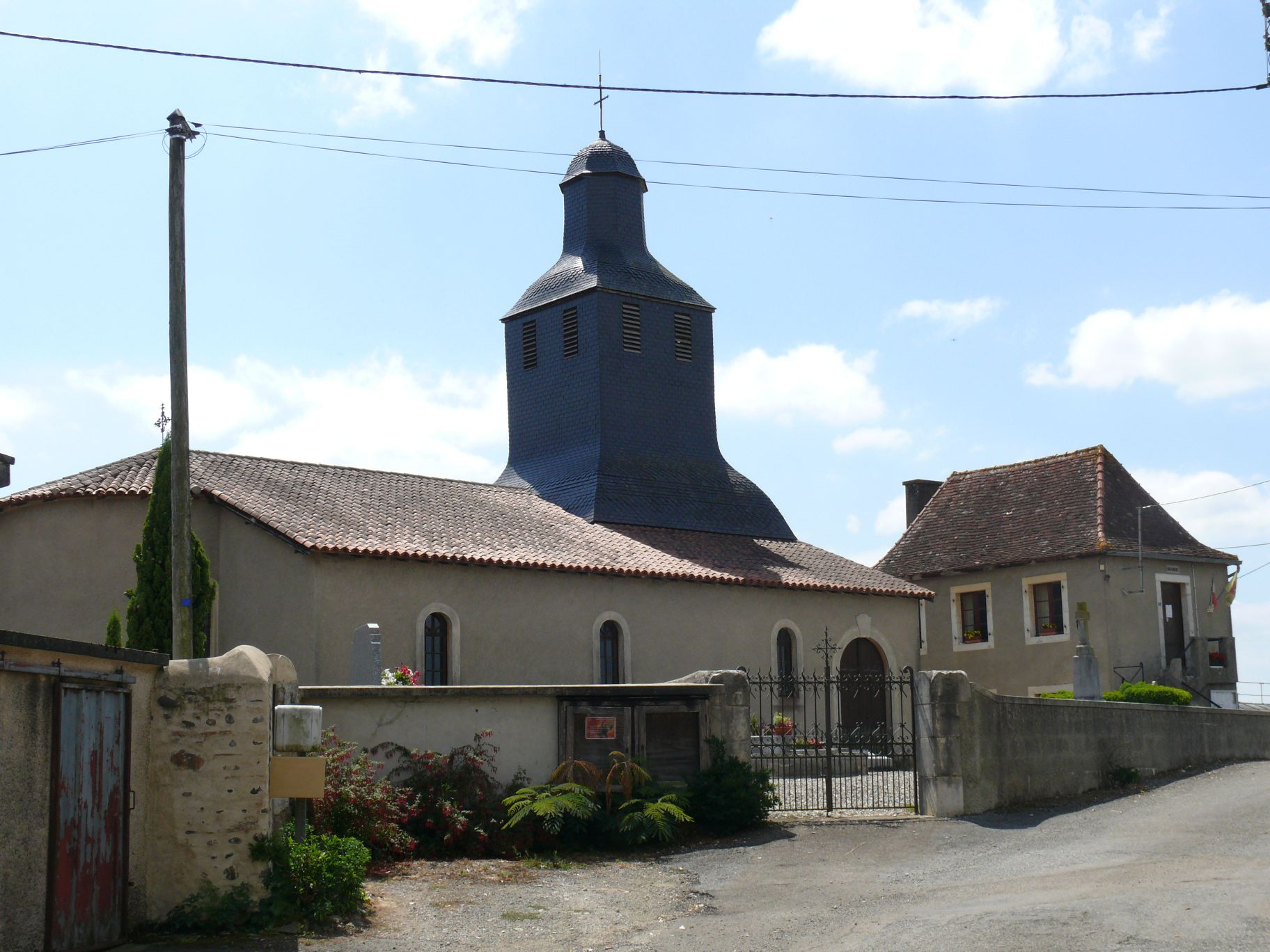
Церковь Св. Мартина
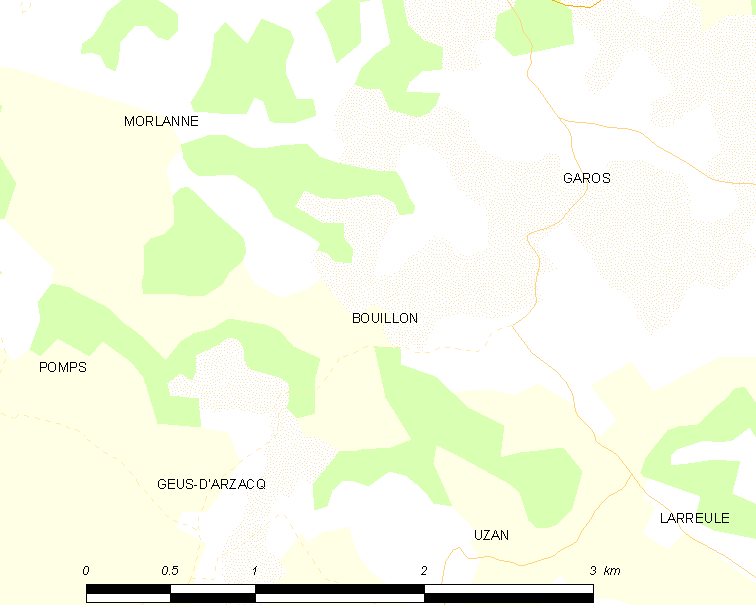
Карта коммуны